# Agrafe de combat au front des U-Boote
L'agrafe de combat au front des U-Boots, (en allemand, U-Boot-Frontspange), est une décoration militaire allemande créée le 15 mai 1944 afin de récompenser les personnels ayant servi de manière courageuse à bord des U-Boote de la Kriegsmarine au cours de leur lutte désespérée contre la flotte alliée dans l'océan Atlantique dans les derniers mois du conflit.

## Attribution
Cette agrafe aurait dû comporter trois classes (bronze, argent et or). La classe bronze fut créée le 15 mai 1944, la classe argent le 24 novembre 1944, il semble que la classe or ne fut jamais ni attribuée ni même créée.
L'attribution de l'une ou l'autre classe se faisait sur proposition du commandant en chef des sous-marins (en allemand, Befehlshaber der Unterseeboote), le Generaladmiral Hans-Georg von Friedeburg, en fonction du nombre de sorties et des actes de courage.

## Description
L'agrafe fut dessinée par Wilhelm Ernst Peekhaus à Berlin, elle est composée d'un motif central représentant une couronne de laurier ovale disposée de manière horizontale avec, dans la partie haute, un aigle tenant un swastika entre ses serres, ses ailes suivent les contours de la couronne. Dans la partie basse se trouvent deux glaives.
Sur ce motif est posée la silhouette d'un sous-marin, se dirigeant de la droite vers la gauche, la poupe et la proue du bâtiment dépassent légèrement de la couronne. De part et d'autre de cet ensemble sont disposés deux bouquets de six feuilles de chêne.
Un diplôme d'obtention était délivré conjointement à l'agrafe, ce document était signé par le chef des U-Boots ou par une autorité de rang inférieur (un chef de flottille par exemple).

## Port
Telles les agrafes du Heer et de la Luftwaffe, celle-ci devait être portée au-dessus des décorations (ou barrettes de rubans) elles-mêmes placées au-dessus de la poche gauche de la veste (ou de la chemise).